# Фрей, Вильям
Ви́льям Фрей (псевдоним Владимира Константиновича Гейнса) (16 октября 1839 — 5 ноября 1888, Лондон) — писатель, гуманист, идеолог непротивления и вегетарианства.

## Биография
Владимир Гейнс родился 16 октября 1839 году в латышской деревне Витебской губернии в походных условиях, в армейском гарнизоне. Его отец — генерал русской службы Константин Гейнс. Во время турецкой кампании К. К. Гейнс женился в 1830 году в Бухаресте на Аристее Константиновне Коминари-Корезо, дочери греческого эмигранта (из «старинного аристократического рода»). В семье было 3 сына и 3 дочери, но благополучия и гармонии в семье не было. К. К. Гейнс жил отдельно от детей и жены с женой ассистента доктора, с ними же проживал и сам ассистент.
Владимир, младший из трёх сыновей, воспитывался в Брест-Литовском кадетском корпусе (впоследствии Константиновское военное училище), а затем обучался в Артиллерийской академии в Петербурге. Получил специальность геодезиста. В 1858 году зачислен в лейб-гвардии финляндский полк. По окончании курса сперва в артиллерийской, а затем в академии генерального штаба Владимир Гейнс был (1865) прикомандирован к Пулковской обсерватории и участвовал в работах по измерению 52-й параллели. В качестве геодезиста объездил всю Россию.
Под влиянием событий 60-х годов XIX в. в Российской империи (в том числе покушения на Александра II) и сочинений русских революционных демократов, а также И. С. Тургенева, Л. Н. Толстого и др. пришёл к выводу о необходимости социальной революции и воспитания людей, способных к её свершению. Изучал статьи об Америке, публиковавшиеся в российской периодической печати, и, в частности, информацию о деятельности общинных поселений в США (коммуна «Онайда» и др.).
Будучи капитаном Генерального штаба, в 1868 году он женился на Марии Евстафьевне Славинской, которая разделяла его убеждения. В том же году они с женой эмигрировали сначала в Германию, затем в США, и поселились в Нью-Йорке. В знак начала новой жизни он взял псевдоним Вильям Фрей (от нем. frei или англ. free — «свободный»). В первое время Фрей сменил много рабочих профессий. В заявлении о приёме в коммуну «Онайда» назвался астрономом и сослался на преследования «коммунистов» со стороны царских властей как на причину своей эмиграции.
В 1871 году Фрей основал земледельческую ферму на коммунистических началах — «Коммуну Кедровой долины». Коммуна через несколько лет распалась. Прекращению её существования помимо внутренних склок и раздоров способствовали различия в философских воззрениях членов коммуны, а также взгляды его жены М. Фрей на «свободную любовь». После нескольких адюльтеров с гостившими россиянами (от одного из которых у неё родился ребёнок) она на некоторое время покинула коммуну.
В течение нескольких лет Фрей проживал на экспериментальной ферме-коммуне «Новая Одесса», основанной в Орегоне эмигрировавшими из России еврейскими переселенцами при его содействии.
После долголетних скитаний, во время которых он прошёл самые разнообразные стадии «чёрного труда», в 1885 году Фрей переселился в Англию.
С начала 1870-х годов он начал публиковать в печати свои статьи и стал известен за границей и в России под псевдонимом, вёл обширную переписку с соотечественниками в России, в том числе с Л. Н. Толстым, переписка с которым представляет особый интерес. Толстой впоследствии высоко отзывался о Фрее, считал его одним из интереснейших людей, которых ему довелось знать, «человеком, который по своим моральным качествам был одним из наиболее замечательных людей нашего и не только нашего века» и даже собирался писать о нём. Высказывают мнение, что Фрей послужил в какой-то мере прообразом Симонсона, персонажа из романа «Воскресение».
В 1870-х гг. Фрей помещал корреспонденции, очерки из американской жизни и статьи по разным социальным вопросам в «Отечественных Записках», «Деле», «Неделе» и «Вестнике Европы».
Фрей скончался в Лондоне, а его вдова переехала в Нью-Йорк.

## Характеристика личности
Фрей принадлежит к тем редким личностям, для которых искание правды жизни является единственным и исключительным стимулом их деятельности. Отличаясь выдающимися способностями и дарованиями, он получил серьёзное научное образование и скоро обратил на себя внимание в высших военных сферах; перед ним открывалась блестящая карьера; но общественный подъём 1860-х гг., захватив Фрея, заставил его пойти по другому пути.
Вдумчивый с ранних лет, чуткий к высшим этическим вопросам, Фрей поставил себе задачей найти форму жизни, которая обеспечивала бы безбедное существование наиболее обездоленной массе. Сначала он искал осуществления своего идеала в социалистических теориях и практических попытках построить жизнь на новых экономических началах, но под конец своей жизни он пришёл к убеждению, что «экономическая реформа ещё недостаточна для улучшения людей, что собственность не есть корень зла, а только одно из многочисленных проявлений эгоизма», что основой для обновления жизни должно служить религиозное чувство, облекающее идеи альтруистической философии в живые поэтические образы; отсюда Фрей определяет религию как «совокупность образов, воплощающих собой жизнь, основанную на альтруизме…» «без этого образного поэтического воплощения нравственные правила не могли бы прочно прививаться к людям».

## Влияние
Фрей хотел познакомиться с Львом Толстым и его учением, которое показалось ему близким к «позитивной религии» Огюста Конта. Осенью 7 октября 1885 года он посетил Толстого в Ясной Поляне. Своими идеями а главное образом жизни оказал большое влияние на Льва Толстого, который именно после встреч с Фреем в Ясной Поляне, совершил первые шаги к вегетарианству. Сохранилась и была издана переписка Фрея и Льва Толстого. Толстой, узнав о смерти Фрея, писал Е. П. Свешниковой: «Я знал, что дорогой Фрей болен, и ждал этого известия. Вы не ошиблись, говоря, что это был один из лучших людей, которых мне привелось знать. И какая хорошая смерть!» (т. 64, с. 190).
Во время приезда в Санкт-Петербург, в 1885 году Вильям Фрей встречался с Владимиром Вернадским, Фёдором Ольденбургом и его братом Сергеем Ольденбургом, он оказал сильное влияние на будущих великих российских учёных. Сильные духом, удивительно человеколюбивые, талантливые студенты объединились в «Братство». Кружок «Братство» свою борьбу с несправедливостью в обществе начал с просвещения народа. В него входили: С. Ф. Ольденбург и Ф. Ф. Ольденбург, князь Д.И. Шаховской, А. Н. Сиротинина (ставшая затем женой Шаховского), В.И. Вернадский и его жена Н. Е. Старицкая (Вернадская), И. М. Гревс, А. А. Корнилов и другие. Это было объединение во имя нравственных начал. Д. И. Шаховской выразил сущность подхода к философии жизни: «работать как можно больше; потреблять (на себя) как можно меньше; на чужие нужды смотреть как на свои». По окончании университета члены кружка решили купить небольшой дом в имении под Санкт-Петербургом, чтобы собираться летом и согласовывать общественную деятельность. Вероятно это было имение «Приютино», члены кружка бывавшего в нём назывались — «приютинцы»:107-108.
С Фреем был знаком старший брат Ленина А. И. Ульянов. Александр Ульянов был связан с ольденбургским «Братством» через работу студенческом научно-литературном обществе:96-97 и, возможно, встречался с Фреем одновременно с «ольденбургцами». Позднее младший Ульянов выбрал себе одним из ранних псевдонимов «Вильям Фрей».
В начале 1880-х годов Вильям Фрей с семьёй переехал в Лондон, надеясь позже переехать в Россию. В Лондоне он посещал лекции и собрания Позитивистского общества, сотрудничал с теоретиками позитивизма Дж. Бриджесом, Ф. Гаррисоном, Э. Бисли. Пробыв несколько месяцев в России, Вильям Фрей вернулся в Лондон, где, несмотря на недостаток средств и болезнь лёгких, продолжал участвовать в деятельности Позитивистского общества.
В Лондоне Фрей работал в небольшой типографии, устроенной им совместно с несколькими друзьями, жил вместе с семьёй в страшной нужде и пытался распространять свои взгляды среди русских эмигрантов и англичан. В июле 1886 г. он познакомился с Степняком-Кравчинским, которому впоследствии оставил свою переписку с Толстым. Умер Фрей 5 ноября 1888 г. от туберкулёза. Перед смертью (2 ноября) он написал письмо «К русским друзьям» (сб. «Русские пропилеи», т. I. М., 1915, стр. 360—362).
Похоронен на кладбище Эдмонтон в Северном Лондоне, рядом с могилой Джона Стюарта Милля.

## Семья
- Брат — Константин Константинович Гейнс (1831—после 1905) ― отставной генерал-майор артиллерии, литератор.
- Брат — Александр Константинович Гейнс (1834—1892), генерал-лейтенант, этнограф.
- Сестра — ?
- Сестра — ?
- Сестра — ?

## Сочинения
- Фрей В. Американская жизнь. Письмо первое // Отечественные записки. 1870.№ 1. С. 215—263
- W.F. <Гейнс В. К.> Женский вопрос в Америке // Отечественные записки. 1872. № 4. С.503-538
- Фрей В. Письмо коммуниста // Вперёд! 1874. № 3. С.120-146
- Ф. <Гейнс В. К.> Президентская кампания в Америке и появление третьей партии // Отечественные записки. 1877. № 2. С.415-453
- В. З. <Гейнс В. К.> Растрата общественных земель американским конгрессом // Отечественные записки. 1877. № 5. С.81-97
- Письма В.Фрея к Л. Н. Толстому. Geneve: M.Elpidine, 1877
- Переписка и личные свидания Вильяма Фрея с Л. Н. Толстым. Б.м.: Б.и., 1886
- [Дополнение к письму (первому), написанному Льву Толстому от В.Фрея] // Русские пропилеи. Т.1. М.: Типо-лит. Т-ва И. Н. Кушнарев и К, 1915. С.279-294
- [Третье письмо к Л. Н. Толстому] // Русские пропилеи. Т.1. С.342-362

## Сочинения на английском языке
- Frey W. Vegetarianism in connection with the Religion of Humanity. London: Ludgate Circus. [1889]
- Frey W. On Religion. A Paper read before the Fellowship of the New Life. By William Frey. Price two pence. Printed by W. Frey and Brothers. London. 1889